# أندرو باديلي
أندرو باديلي (بالإنجليزية: Andrew Baddeley) هو منافس ألعاب قوى بريطاني، ولد في 20 يونيو 1982 في Upton, Merseyside ‏ في المملكة المتحدة.

## وصلات خارجية
- الموقع الرسمي
- أندرو باديلي على موقع الاتحاد الدولي لألعاب القوى (الإنجليزية)
- أندرو باديلي على موقع الدوري الماسي (الإنجليزية)
- أندرو باديلي على موقع اللجنة الأولمبية الدولية (الإنجليزية)
- أندرو باديلي على موقع أوليمبيديا (الإنجليزية)
- أندرو باديلي على موقع اللجنة الأولمبية البريطانية (الإنجليزية)
- أندرو باديلي على موقع اتحاد ألعاب الكومنولث (مؤرشف) (الإنجليزية)
- أندرو باديلي على موقع اتحاد ألعاب الكومنولث (مؤرشف) (الإنجليزية)